# カップ・トラファルガー (客船)
| 「カップ・トラファルガー」。     |                                                                                               |
| 艦歴                             |                                                                                               |
| 発注                             | ハンブルク、フルカン社造船所                                                                  |
| 起工                             |                                                                                               |
| 進水                             |                                                                                               |
| 就役                             | 1913年7月31日。1914年8月に仮装巡洋艦として就役。                                              |
| 除籍                             |                                                                                               |
| その後                           | 1914年9月14日に撃沈。                                                                         |
| 性能諸元（仮装巡洋艦時代のもの） |                                                                                               |
| 排水量                           | 満載：18,710トン                                                                              |
| 全長                             | 187.0m                                                                                        |
| 水線長                           | 179.8m                                                                                        |
| 全幅                             | 22.9m                                                                                         |
| 吃水                             | 8.54m                                                                                         |
| 機関                             | 形式不明石炭専焼水管缶14基 +形式不明三段膨脹式レシプロ機関3基3軸推進                          |
| 最大出力                         | 15,900hp                                                                                      |
| 最大速力                         | 17.0ノット                                                                                    |
| 航続距離                         | -ノット/-海里（石炭：4,000トン）                                                              |
| 乗客                             | - 一等船客:400名 - 二等船客:274名 - 三等船客:912名                                            |
| 兵装                             | クルップ 1900年型 SK L/40 10.5cm（40口径）単装速射砲2基 オチキス 3.7cm（23口径）回転式機砲6基 |

カップ・トラファルガー (Cap Trafalgar) は、ハンブルク・南アメリカラインの客船。第一次世界大戦中仮装巡洋艦となり、イギリス仮装巡洋艦カーマニアとの戦闘で沈没した。

## 概要
カップ・トラファルガーはハンブルクのAVフルカン社の造船所で建造された。1913年7月31日進水。1913年10月竣工。船名は、トラファルガーの海戦でしられるスペインのトラファルガー岬にちなむ。カップ・トラファルガーは、ドイツ移民が多くいるブラジルやチリとハンブルクとの間で航海を行った。

## 艦歴

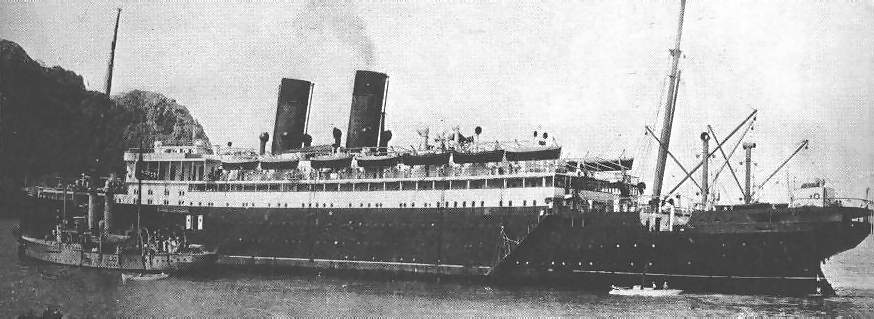
煙突が2本となった後の「カーマニア」と砲艦「エーベル」。

第一次世界大戦が始まるとブエノス・アイレスで抑留されるも、問題のあるものは見つからなかったため8月17日に出港してモンテビデオに移動。8月23日にモンテビデオを出港し、砲艦「エーベル」およびハンブルク・アメリカラインの汽船「シュタイアーマルク（Steiermark）」と合流。砲艦から10.5cm砲2門と3.7cm砲6門が移されて仮装巡洋艦となり、仮装巡洋艦B (Hilfskreuzer B) という名称が与えられた。また外観上の変化として3本煙突の最後部の1本が撤去され、2本煙突にされた。それにより、イギリス側はカップ・トラファルガーを北ドイツロイドのベルリンと識別することになった。艦長には「エーベル」艦長であったWirthが就任した。カップ・トラファルガーは通商破壊戦を試みたものの目標を発見できず、石炭船2隻とともにIlha da Trindade沖に停泊した。

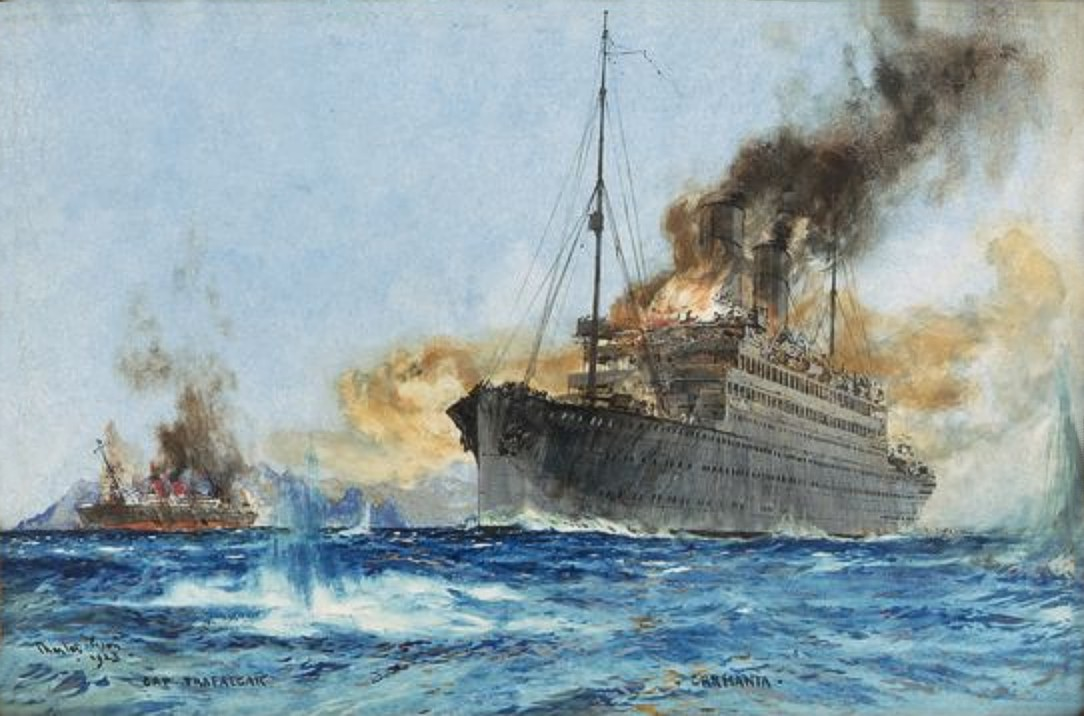
「カーマニア」との戦闘を描いた絵画。

9月14日10時55分ごろ、見張りが接近する船の煙を発見した。それはイギリスの仮装巡洋艦カーマニアであった。カーマニアは装甲巡洋艦コーンウォールとともにドイツ石炭船Patagoniaの捜索に派遣されたが発見できず、次いでドイツの補給場所になっていると思われたIlha da Trindadeの調査に向かっていたものであった。カーマニアが現れるとカップ・トラファルガーは北へ向かい、カーマニアはそれを追跡したが、途中でカップ・トラファルガーがカーマニアの進路を横切るように変針。距離が近づき、12時3分にカーマニアが警告弾を発射。それに対し、カップ・トラファルガーはドイツ軍艦旗を掲揚して攻撃を開始した。戦闘中カップ・トラファルガーが傾斜していることに気づいたカーマニアの艦長Grantはカップ・トラファルガーの水線付近に砲撃を集中するよう命じた。一方、Wirthはカーマニアの船橋を攻撃させた。カップ・トラファルガーは傾斜が増大し、Wirthは座礁させて沈没を防ぐためIlha da Trindadeへ向かったが、13時50分にカップ・トラファルガーは転覆して沈んだ。生存者は石炭船により救助されたが、Wirthは死亡している。
カーマニアの損傷も大きかったが、沈没はせず帰投している。

## 要目
- トン数：18805トン
- 全長：186メートル
- 水線長：179.8メートル
- 全幅：21.9メートル
- 速力：17ノット

## 関連リンク
- Cap Trafalgar (Hilfskreuzer)貨客船「カップ・トラファルガー」の説明があるページ
- CARMANIA v CAP TRAFALGAR ACTION - 14 SEPTEMBER 1914